# Gillis van Valckenborch

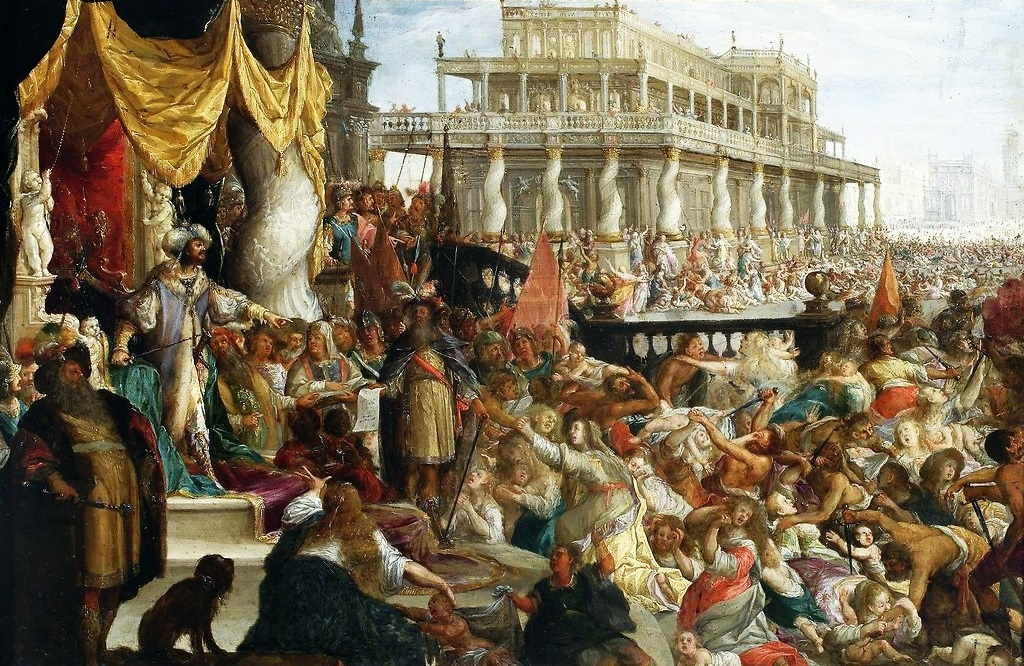
Rzeź niewiniątek (ok. 1590-1595)

Gillis van Valckenborch (ur. w 1570 w Antwerpii, zm. w 1622 we Frankfurcie nad Menem) – flamandzki malarz.
Jeden z członków rodziny malarzy flamandzkich, która z powodu prześladowań religijnych wyemigrowała w 1586 do Frankfurtu: syn Martena Valckenborcha, bratanek Lucasa van Valckenborcha, młodszy brat Frederika van Valckenborcha.
Był uczniem swego ojca. W latach 1590–95 przebywał wraz z bratem w Rzymie. Prawdopodobnie był również w Wenecji, gdzie poznał dzieła Tintoretta.
Malował pejzaże i niewielkie obrazy historyczne wypełnione tłumem drobnych postaci, stosując ostre kontrasty światłocieniowe.

## Wybrane dzieła
- Cudowne uwolnienie Żydów w Egipcie (ok. 1597) – Brunszwik, Herzog Anton Ulrich – Museum
- Klęska Sanheriba (1597) – Paryż, Luwr
- Porwanie Heleny – Stuttgart, Staatsgalerie
- Porwanie Heleny – Wrocław, Muzeum Narodowe
- Pożar Troi- Kraków, Zamek Królewski na Wawelu
- Uczta Baltazara – Clermont-Ferrand, Musée d'Art Roger Quilliot
- Wjazd królowej Saby do Jerozolimy – Kolonia, Wallraf-Richartz-Museum
- Wolumnia przed Koriolanem – Kolonia, Wallraf-Richartz-Museum